# Джордж Сондърс
Джордж Сондърс (на английски: George Saunders) е американски журналист, университетски преподавател и писател на произведения в жанра социална драма, научна фантастика, детска литература и документалистика.

## Биография и творчество
Джордж Сондърс е роден на 2 декември 1958 г. в Амарило, Тексас, САЩ, в семейство на федерални служители. Израства в южната част на Чикаго. Учи в католическото училище и завършва гимназия в Оук Форест, Илинойс. След завършване на средното си образование работи като портиер в Бевърли Хилс, майстор по покриви в Чикаго, продавач в смесен магазин, китарист в тексаска кънтри-енд-уестърн група и работник в кланица в Западен Тексас. През 1981 г. получава бакалавърска степен по геофизично инженерство от Колорадското училище по минно дело в Голдън, Колорадо. След дипломирането си работи във фирма за екологично инженерство в Рочестър, щат Ню Йорк. В периода 1989 – 1996 г. работи като технически писател и инженер по геофизика. Работил е също в Суматра в екип по геофизика за проучване на нефт. Записва се в магистърската програма на университета в Сиракюз, където през 1988 г. получава магистърска степен с акцент върху творческото писане с преподавател Тобаяс Улф. В Сиракюз се запознава и се жени за писателката Пола Редик, с която имат две деца.
От 1997 г. преподава творческо писане в магистърската програма на университета в Сиракюз. През 2006 г. получава стипендия „Гугенхайм“ и стипендия „Макартър“. През 2010 г. е гостуващ писател в Уеслианския университет и колежа „Хоуп“, както и в други университети. Той е ученик на тибетския будизъм Нингма и участва в благотворителна дейност по проект за обучение на тибетски деца бежанци в Непал.
През 1996 г. е издаден сборникът му с дистопични разкази „Земя на гражданска война в лош етап“, а през 2000 г. сборникът „Пасторалия“. Произведенията на писателя фокусират върху абсурда на консуматорството, корпоративната култура и ролята на масмедиите. В сатиричен тон с трагикомичен елемент те повдигат морални и философски въпроси. През 2000 г. „Ню Йоркър“ го обявява за един от „Най-добрите писатели под 40 години“. Той пише редовно за „Ню Йоркър“, „Джи Кю“, и др. издания. Печели награда на Националното списание за фантастика през 1994, 1996, 2000 и 2004 г. Работата му е включена в „Най-добри американски разкази“ за 2005 г.
През 2017 г. е издаден романът му „Линкълн в бардо“. В историята, единадесетгодишният син на американския президент Ейбрахам Линкълн – Уили, умира, а духът му попада в „бардо“ – гранично състояние и пространство между живота и смъртта според будизма. Там се среща с други призраци, чиито странни истории се преплитат с тази на Уили и с неговия скърбящ баща на фона на Гражданската война и общочовешките тревоги. Романът става бестселър, получава престижната литературна награда „Букър“ за 2017 г., и през същата година е екранизиран в едноименния филм.
Джордж Сондърс живее със семейството си в Сиракюз.

## Произведения

### Самостоятелни романи
- Lincoln in the Bardo (2017) – награда „Букър“[1][2][3]
Линкълн в бардо, изд.: ИК „Лист“, София (2019), прев. Владимир Полеганов

### Новели
- The Brief and Frightening Reign of Phil (2005)[1][5]
- Fox 8 (2013) – награда „Фолио“[8]

### Детска литература
- The Very Persistent Gappers of Frip (2000)[1]

### Сборници
- CivilWarLand in Bad Decline (1996)[1][2][3][5]
- Pastoralia (2000)
- In Persuasion Nation (2006)
- Tenth of December (2013)
- Home (2013)
- Liberation Day (2022)

издадени разкази в България
- Денят на майката, сп. „Съвременник“ бр. 4 (2018), прев. Маргарита Дограмаджян
- Десети декември, сп. „Съвременник“ бр. 1 (2016), прев. Галина Величкова
- У дома, сп. „Съвременник“ бр. 4 (2016), прев. Анета Пантелеева
- Пале, в сборника „Книга за другите“ (2016), прев. Надежда Розова

### Документалистика
- The Braindead Megaphone (2007)[1][3][4]
- Congratulations, By the Way (2014)
- A Swim in a Pond in the Rain (2021)

### Екранизации
- 2009 Winky – по разказ
- 2011 Offloading for Mrs. Schwartz – по разказ
- 2017 Lincoln in the Bardo – с Пийт Симпсън
- 2017 Exhortation – по разказ
- 2017 Sea Oak – тв филм, по разказ
- 2019 Adams – по разказ
- 2020 Love Letter
- 2022 Spiderhead – по разказ